# Carlos Eloir Peruci
Carlos Eloir Peruci Rivero, in anderer Schreibweise auch Perucci Riveiro, (* 20. Mai 1951; † 26. September 2017) war ein brasilianischer Fußballspieler auf der Position eines Stürmers, der während seiner Profikarriere fast ausschließlich in Mexiko tätig war und zu den erfolgreichsten Torjägern der mexikanischen Primera División zählt.

## Leben
Peruci begann seine sportliche Laufbahn in den Nachwuchsabteilungen von Athletico Paranaense und kam vor der Saison 1972/73 nach Mexiko, wo er in den nächsten fünf Jahren beim CF Laguna unter Vertrag stand. Anschließend wechselte er zu den Toros del Atlético Español, bei denen er – mit Ausnahme einer kurzen Unterbrechung im Frühjahr 1980, als er für die bald darauf aufgelösten Houston Hurricanes tätig war – in den folgenden vier Jahren unter Vertrag stand. 1981 verließ er die „Spanier“ und heuerte beim Stadtrivalen Cruz Azul an, für den er noch drei Spielzeiten bestritt, bevor er im Frühjahr 1984 seine aktive Laufbahn beendete.
Mit 197 Treffern, die Peruci während seiner zwölf Jahre in Mexiko (einschließlich der Liguillas) erzielte, belegt er in der Gesamttabelle der erfolgreichsten Torjäger der mexikanischen Liga den achten Platz. Dass er dennoch nie den Titel des Torschützenkönigs gewann, dürfte vor allem in der Tatsache zu suchen sein, dass er beinahe zeitgleich mit seinem in dieser Hinsicht überragenden Landsmann  Evanivaldo Castro „Cabinho“ in der mexikanischen Liga spielte, der zwischen 1975/76 und 1984/85 insgesamt achtmal die Torjägerkrone gewann.